# ماستر (فلم 2021)
ماستر هو فيلم أكشن إثارة هندي باللغة التاميلية من بطولة فيجاي،فيجاي سيثيباثي ومالافيكا موهانان،تم عرض الفيلم في 13 يناير 2021.

## روابط خارجية
- مقالات تستعمل روابط فنية بلا صلة مع ويكي بيانات